# Kensuke Sato
Kensuke Sato (født 19. januar 1989) er en japansk fodboldspiller, som spiller for den japanske fodboldklub Yokohama FC.